# 弗兰肯温海姆
弗兰肯温海姆是德国巴伐利亚州的一个市镇。总面积14.73平方公里，总人口1003人，其中男性505人，女性498人（2011年12月31日），人口密度68人/平方公里。